# Portogallo all'Eurovision Young Musicians
Il Portogallo ha debuttato all'Eurovision Young Musicians 1990, svoltosi a Vienna, in Austria.

## Partecipazioni
- Primo posto
- Secondo posto
- Terzo posto

| Anno                                    | Artista                        | Strumento   | Canzone | Posizione       | Posizione         |                   |
| Anno                                    | Artista                        | Strumento   | Canzone | Finale          | Semifinale        |                   |
| --------------------------------------- | ------------------------------ | ----------- | --- | --------------- | ----------------- | ----------------- |
| 1990                                    | António Miguel Camolas Quitalo | Tromba      | N.A. | Non qualificata | Non qualificata   |                   |
| Nessuna partecipazione nel 1992         |                                |             | |                 |                   |                   |
| 1994                                    | Ruben Da Luz Santos            | Trombone    | 1) Bach, di K. Starzenegger | Non qualificata | Non qualificata   |                   |
| 1996                                    | Raquel Queirós                 | Violino     | N.A. | Non qualificata | Non qualificata   |                   |
| Nessuna partecipazione dal 1998 al 2012 |                                |             | |                 |                   |                   |
| 2014                                    | André Gunko                    | Violoncello | 1) Suite per violoncello solo - Intermezzo e danza finale, di Gaspar Cassadó 2) Pezzo Capriccioso, di Piotr Tchaikovsky 3) Concerto per Violoncello, Op. 85, 2° movimento, Lento-Allegro molto, di Edward Elgar | F               | Niente semifinali | Niente semifinali |
| Nessuna partecipazione dal 2016 al 2024 |                                |             | |                 |                   |                   |

## Città ospitanti
| Anno | Città   | Luogo                    | Presentatori |
| ---- | ------- | ------------------------ | ------------ |
| 1996 | Lisbona | Centro Cultural de Belém | N.A.         |